# Leslie Clio
Leslie Clio (16 de agosto de 1986) es un cantante de pop, soul y jazz de Alemania. Se hizo conocida a través de la plataforma de Youtube con canciones como "I Couldn't Care Less" y "Told You So".

## Biografía
Leslie Clio nació en Hamburgo, Alemania. En 2010, se trasladó a Berlín, luego de partir de gira con Keane, Marlon Roudette, Phoenix y Joss Stone.
Nikolai Potthoff produjo su primer álbum "Gladys", que fue lanzado 8 de febrero de 2013. El primer single "Told You So" fue lanzado anteriormente el 15 de septiembre de 2012. El segundo sencillo "I Couldn't Care Less" mientras tanto, apareció en la banda sonora de Der Schlussmacher y Today I'm Blonde. 
Fue nominada para un Echo en 2014 a la mejor artista femenina nacional. Leslie además, fue uno de los cinco miembros del jurado alemán para el Festival de Eurovisión 2015 en Viena.
Su segundo disco "Eureka", fue lanzado 17 de abril de 2015 en Alemania, y también se mudó a Londres el mismo año.

## Discografía

### Álbumes
| Título | Detalles del álbum                                                                            | Posición en chart | Posición en chart | Posición en chart |
| Título | Detalles del álbum                                                                            | GER               | AUT               | SWI               |
| ------ | --------------------------------------------------------------------------------------------- | ----------------- | ----------------- | ----------------- |
| Gladys | - Lanzamiento: 8 de febrero del 2013 - Label: Vertigo, Berlín - Formato: CD, descarga digital | 11                | 30                | 22                |
| Eureka | - Lanzamiento: 17 de abril de 2015 - Label: Vertigo, Berlín - Formato: CD, descarga digital   | 14                | —                 | 85                |

### Sencillos
| Título                       | Año  | Posición en Chart | Posición en Chart | Posición en Chart | Álbum  |
| Título                       | Año  | GER               | AUT               | SWI               | Álbum  |
| ---------------------------- | ---- | ----------------- | ----------------- | ----------------- | ------ |
| "Told You So"                | 2012 | 14                | 53                | —                 | Gladys |
| "I Couldn’t Care Less"       | 2013 | 25                | 25                | 66                | Gladys |
| "Twist the Knife"            | 2013 | —                 | —                 | —                 | Gladys |
| "My Heart Ain’t That Broken" | 2015 | 57                | —                 | —                 | Eureka |
| "Eureka"                     | 2015 | —                 | —                 | —                 | Eureka |